# M. Shadows

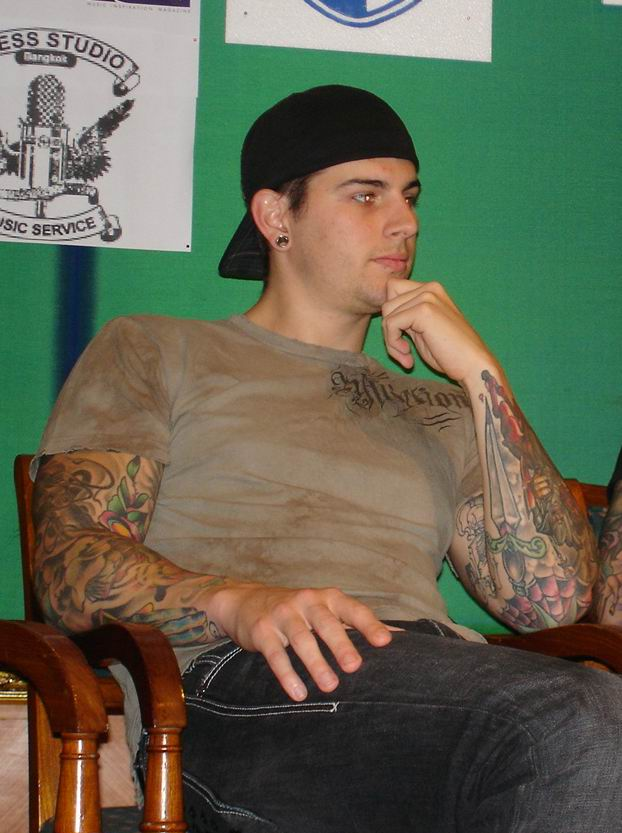
M. Shadows

M. Shadows, geboren als Matthew Charles Sanders (Fountain Valley (Californië), 31 juli 1981) is de zanger van de Amerikaanse hardrock- en heavymetalband Avenged Sevenfold. Hij is geboren in Fountain Valley, Californië, maar woont tegenwoordig elders in Orange County.
Toen Shadows jong was speelde hij al in verscheidene punkbands samen met Avenged Sevenfolds tweede gitarist Zacky Vengeance. Er circuleerde een gerucht, sinds een interview met Shadows in Revolver Magazine, dat hij zijn stembanden had beschadigd, wat de band dwong van muziekstijl te veranderen. M. Shadows verklaarde dat aderen in zijn keel waren gesprongen en dat hem gezegd werd, mocht hij zo doorgaan, hij over 5 jaar stom zou zijn. Maar zoals de band bekendmaakte in hun dvd All Excess, schreeuwt Shadows beter dan ooit en dat al jaren voor City of Evil was vastgesteld dat dat een album met volledige zang zou zijn. Hij maakte duidelijk naar producer Mudrock dat het album waar zij op dat moment mee bezig waren, Waking the Fallen, half zang/half geschreeuw en de volgende volledig zang zou zijn.
Enkele van zijn grootste muzikale invloeden zijn Guns N' Roses, Iron Maiden, Metallica, Megadeth en Pantera. Philip Anselmo van Pantera is zijn schreeuw inspiratie. Voorheen was hij een lid van een punk band genaamd ‘Succesfull Failure’. In deze band bedacht hij het liedje Streets, wat later opgenomen zou worden door Avenged Sevenfold en uitgebracht werd op hun eerste album, Sounding the Seventh Trumpet.
Sanders voelt zich erg nauw verbonden met de troepen die de Verenigde Staten dienen, omdat hij heel goede vrienden heeft die momenteel in dienst zijn. Het lied “M.I.A.” (“Missing in Action” – “vermist in strijd”) was een bijdrage aan deze vrienden. Voor hij dit lied zingt op optredens maakt Shadows duidelijk dat Avenged Sevenfold geen politieke band is en dat zij niet de intentie hebben er een te worden.
Op de A7X-dvd, waar alle bandleden de herkomst van hun artiestennamen vertelden, zei Shadows dat hij zijn naam kreeg doordat hij op El Modena High School, terwijl de band vorm begon te krijgen, hij een donker joch was (vandaar ‘Shadows’) maar hij wilde ook zijn voornaam, Matt, in zijn naam kwijt. Matt werd ingekort tot M. omdat hij het beter vond klinken op deze manier. Sindsdien is hij beter bekend als M. Shadows.
Sanders heeft ook enkele gastoptredens uitgevoerd onder de naam M. Shadows:
- ”Savior, Saint, Salvation” – Bleeding Through
- “The River” – Good Charlotte samen met bandgenoot Synyster Gates
- “Buffalo Stampede” – Cowboy Troy
- “Falling Away from Me” – Korn
- “Like Always” – A Permanent Holiday
- "Nothing To Say" - Slash
- “Turn Out The Lights” – Steel Panther
- “Save Me” – MGK, Synyster Gates
- “Haze” – Device

Privéleven
Sanders is op 17 oktober 2009 getrouwd met jeugdvriendin Valary DiBenedetto. Het huwelijk vond plaats in Palm Springs, Californië. Bekende genodigden waren Benji Madden en Joel Madden, Nicole Richie, Brian Haner Sr en natuurlijk de band zelf.
Sanders is vader van twee kinderen.
- Gemeinsame Normdatei: 142217778
- International Standard Name Identifier: 0000 0003 8284 0830
- Library of Congress Control Number: n2012059397
- MusicBrainz: ff0a489b-7e25-48de-a879-169db7b936df
- Virtual International Authority File: 266247404
- WorldCat: E39PBJgMvc3dqGf6bJjCCcJYyd